# 李妮娜
李妮娜（1984年3月7日—），籍貫遼寧本溪，中國女子自由式滑雪運動員。

## 經歷
李妮娜於8歲被成為瀋陽體育學院競技巧體校練習的其中一員，在11歲時，李妮娜轉為練習自由式滑雪的空中技巧賽。
她於2000年之時在全國錦標賽贏得冠軍、全國冠軍賽與世界杯中都獲得亞軍，而在世界錦標賽取得第16位。翌年，李妮娜在全國錦標賽得到殿軍，在世界杯中得季軍。於2002年，李妮娜再次贏得全國冠軍賽的冠軍，另外於鹽湖城冬季奧運的女子自由式滑雪空中技巧小項名到第5，並於世界杯排名第5。
2003年，李妮娜再登上全國冠軍賽的冠軍寶座，又於第10屆全國冬季運動會奪得金牌，並於多個分站的世界杯賽事獲得亞軍。次年，李妮娜在加拿大以及美國分站世界杯取得亞軍。而在2005年9月，李妮娜在澳洲分站的世界杯賽事兩奪冠軍。
2006年，李妮娜參與都靈冬季奧運的女子自由式滑雪空中技巧小項，在初賽中以總分188.93，排名第3出線決賽，在決賽中，李妮娜表現保持水準，最終以197.39為中國摘下一面銀牌。
翌年又在長春亞洲冬季運動會中奪得女子自由式小項的金牌，隨後的兩個月，她於意大利舉行的世界錦標賽以188·05分奪得冠軍。2009年的世界錦標賽中，李妮娜成功衛冕冠軍。翌年的溫哥華冬季奧運，李妮娜不敵澳洲對手莉迪娅·拉西拉，再度於冬奧會中取得一面銀牌。

## 外部連結
- FIS-Ski.com Biography/Results